# Matija Kvasina
Matija Kvasina (* 4. Dezember 1981 in Nova Gradiška) ist ein ehemaliger kroatischer Radrennfahrer.

## Karriere
Matija Kvasina gewann 2003 eine Etappe der Ungarn-Rundfahrt und begann daraufhin bei dem slowenischen Radsportteam Perutnina Ptuj. 2004 wurde er dann kroatischer Meister im Zeitfahren. Im folgenden Jahr gewann er eine Etappe der Serbien-Rundfahrt und konnte so auch die Gesamtwertung für sich entscheiden. Außerdem wurde er diesmal Straßenmeister seines Landes. In der Saison 2006 konnte er erst einen Tageserfolg bei der Kuba-Rundfahrt feiern und später die kroatische Zeitfahrmeisterschaft zum zweiten Mal gewinnen. Zudem siegte er im Rennen Prag–Karlovy Vary–Prag.
2007 gewann er eine Etappe des Course de la Solidarité Olympique, 2008 siegte er in der Gesamtwertung der Serbien-Rundfahrt. Er bestritt das Straßenrennen und das Einzelzeitfahren bei den Olympischen Sommerspielen 2008 in Peking und belegte den 56. und 37. Platz.
Erst 2012 hatte Kvasina seinen nächsten international wichtigen Sieg bei der Rumänien-Rundfahrt, bei der er sich den Gesamtsieg holte. Dazu gewann er im selben Jahr noch zwei Etappen der Tour of Szeklerland. 2014 war Kvasina Gesamtsieger bei der Rhône-Alpes Isère Tour. Zwischen 2007 und 2017 wurde Kvasina insgesamt sieben Mal nationaler Meister im Zeitfahren. 2016 vertrat er erneut sein Land bei den Olympischen Sommerspielen, beim Straßenrennen erreichte er jedoch nicht das Ziel.
Am 4. Juli 2017 wurde Kvasina wegen eines Dopingvergehens, basierend auf einer Probe vom Etappenrennen Flèche du Sud Ende Mai in Luxemburg, von der UCI und seinem Welser Team ausgeschlossen und anschließend für vier Jahre gesperrt. Nach Ablauf der Sperre kehrte er nicht mehr in den Radrennsport zurück.

## Erfolge
2004
- Kroatischer Meister – Einzelzeitfahren

2005
- Gesamtwertung Serbien-Rundfahrt
- Kroatischer Meister – Straßenrennen

2006
- Kroatischer Meister – Einzelzeitfahren

2007
- Belgrad-Čačak
- Kroatischer Meister – Einzelzeitfahren
- eine Etappe Course de la Solidarité Olympique

2008
- Gesamtwertung Serbien-Rundfahrt
- Kroatischer Meister – Einzelzeitfahren

2010
- Kroatischer Meister – Einzelzeitfahren

2011
- Banja Luka-Belgrad II

2012
- Gesamtwertung und eine Etappe Rumänien-Rundfahrt
- zwei Etappen Tour of Szeklerland

2013
- Kroatischer Meister – Einzelzeitfahren
- eine Etappe Okolo Jižních Čech

2014
- Gesamtwertung Rhône-Alpes Isère Tour

2015
- Kroatischer Meister – Einzelzeitfahren

2016
- Gesamtwertung Kroatien-Rundfahrt
- Kroatischer Meister – Einzelzeitfahren

2017
- Bergwertung Rhône-Alpes Isère Tour
- Gesamtwertung Flèche du Sud
- Kroatischer Meister – Einzelzeitfahren